# 위커맨 (1973년 영화)
《위커맨》(영어: The Wicker Man)은 1973년 개봉한 영국의 미스터리 공포 영화이다. 로빈 하디가 감독을, 앤소니 샤퍼가 각본을 맡았다. 데이비드 피너의 소설 Ritual 이 영화의 원작이다.
1978 새턴상 최고의 공포 영화상 수상작이다. 영화 잡지 시네판타스티크는 "공포 영화계의 시민 케인"이라 칭하였으며, 영화지 토털 필름은 영화사 상 최고의 영국 영화 6위로 손꼽았다. 2012년 하계 올림픽 개막식 내 영국 영화를 기리는 영상에 포함되기도 하였다.

## 출연

### 주연
- 에드워드 우드워드
- 크리스토퍼 리

### 조연
- 다이안 실렌토
- 브릿 에클랜드
- 잉그리드 핏
- 린지 켐프
- 러셀 워터스
- 오브리 모리스
- 이안 캠벨
- 로이 보이드
- 피터 브리위스
- 바바라 래퍼티
- 줄리엣 캐드조
- 로스 캠벨
- 케빈 콜린스
- 게리 코우퍼
- 도널드 에클스
- 미라 포사이스
- 존 할람
- 앨리슨 휴즈
- 찰스 커니
- 레슬리 맥키
- 제니퍼 마틴
- 로레인 피터스
- 토니 로퍼
- 존 샤프
- 이안 윌슨
- 리처드 렌
- 존 영
- S. 뉴턴 앤더슨
- 로빈 하디

## 기타
- 원작자: 데이빗 파이너
- 의상: 수 엘런드
- 배역: 매기 카티어

## 같이 보기
- 켈트 신화